# Aloe torrei
Aloe torrei ist eine Pflanzenart der Gattung der Aloen in der Unterfamilie der Affodillgewächse (Asphodeloideae). Das Artepitheton torrei ehrt den portugiesischen Biologen und Pharmazeuten António Rocha da Torre (1904–1995).

## Beschreibung

### Vegetative Merkmale
Aloe torrei wächst stammbildend, verzweigt sich von der Basis aus und bildet dichte Klumpen. Die aufrechten Triebe erreichen eine Länge von bis zu 15 Zentimeter und sind 1,5 Zentimeter dick. Die etwa zehn linealischen, schlaffen und zurückgeschlagenen Laubblätter bilden eine Rosette. Die grüne Blattspreite ist 40 bis 45 Zentimeter lang und 0,5 Zentimeter breit. Sie ist nahe der Basis mit wenigen weißen Flecken besetzt. Auf der Blattunterseite sind sie zahlreicher und manchmal warzenartig. Die Zähne am Blattrand sind winzig und stehen etwa 1 bis 2 Millimeter voneinander entfernt.

### Blütenstände und Blüten
Der einfache Blütenstand erreicht eine Länge von etwa 50 Zentimeter. Die lockeren, zylindrischen, leicht spitz zulaufenden Trauben sind 9 Zentimeter lang und 4 bis 5 Zentimeter breit. Die eiförmig-spitzen Brakteen weisen eine Länge von 15 Millimeter auf und sind 7 Millimeter breit. Die leicht bauchigen, scharlachroten Blüten sind an ihrer Mündung graugrün und stehen an 15 Millimeter langen Blütenstielen. Sie sind 30 Millimeter lang und an ihrer Basis kurz verschmälert. Oberhalb des Fruchtknotens sind die Blüten auf 6 bis 7 Millimeter erweitert und schließlich zur Mündung verengt. Ihre äußeren Perigonblätter sind nicht miteinander verwachsen. Die Staubblätter und der Griffel ragen kaum aus der Blüte heraus.

## Systematik und Verbreitung
Aloe torrei ist in Mosambik im Gras auf exponierten Granitblöcken in Höhen von 1525 bis 1600 Metern verbreitet.
Die Erstbeschreibung durch Inez Clare Verdoorn und Hugh Basil Christian wurde 1946 veröffentlicht.

## Nachweise